# Elevation Church
Elevation Church är en amerikansk kristen evangelisk kyrka i Charlotte i North Carolina.
Församlingen grundades år 2005 av Pastor Steven Furtick.Från början var man under tjugo personer men idag har församlingen  över 10 000  som regelbundet besöker någon av de sex campusen.

## Historia
När Steven Furtick var 16 år gammal och läste boken Ny kraft ny glöd av Jim Cymbala upplevde han en kallelse från Gud att starta en församling.
År 2005 flyttade Steven, hans fru och sju andra familjer till Charlotte för att starta församlingen.
Den 5 februari 2006 hade man sitt första möte på Providence High School. Det kom 121 personer.

## Gudstjänster
Kyrkan är en Multi-site kyrka. Dvs en församling som träffas på flera olika platser.

Församlingen har 6 campus som man träffas på:
- Blakeney
- Matthews
- Providence
- Rock Hill
- University
- Uptown

## Musik
Församlingen har gett ut skivor under namnet Elevation worship
Följande skivor är utgivna
- We Are Alive (2008)
- God With Us (2009)
- Kingdom Come (2010)
- For The Honor (2011)
- Nothing is Wasted (2013)
- Only King Forever (2014)
- Wake Up The Wonder (2014)
- Here As In Heaven (2016)
- There Is a Cloud (2017)

## Fotnoter
1. ↑  ”elevationchurch.org/welcome”. Arkiverad från originalet den 8 februari 2012. https://web.archive.org/web/20120208001222/http://www.elevationchurch.org/welcome. Läst 10 februari 2012.
2. ↑  The multi-site church